# Spilichneumon
Spilichneumon is een geslacht van insecten uit de orde vliesvleugeligen (Hymenoptera) en de familie Ichneumonidae.

## Soorten
- S. ammonius (Gravenhorst, 1820)
- S. anurus (Thomson, 1888)
- S. borealis (Provancher, 1882)
- S. bronteus (Cresson, 1864)
- S. celenae Perkins, 1953
- S. celsiae (Tischbein, 1878)
- S. darjeelingensis Cameron, 1905
- S. doii Uchida, 1930
- S. flavicornis (Kiss, 1933)
- S. genalis Horstmann & Yu, 1999
- S. inconstans (Cresson, 1864)
- S. jezoensis Uchida, 1926
- S. johansoni (Holmgren, 1871)
- S. juxtus (Cresson, 1864)
- S. kodiakensis (Ashmead, 1902)
- S. limnophilus (Thomson, 1888)
- S. nigrifrons (Holmgren, 1878)
- S. nubivagus (Cresson, 1867)
- S. obater (Kokujev, 1909)
- S. occisorius (Fabricius, 1793)
- S. pelloponesius Heinrich, 1972
- S. pernigricornis Heinrich, 1971
- S. physcoteloides Heinrich, 1961
- S. pici (Berthoumieu, 1894)
- S. primarius (Kokujev, 1909)
- S. pygmaeus Heinrich, 1978
- S. simplicidens (Thomson, 1888)
- S. spilosomae (Mocsary, 1886)
- S. superbus (Provancher, 1886)
- S. taos (Cresson, 1877)
- S. tennecabunensis (Heinrich, 1929)
- S. valdetypicus Heinrich, 1961
- S. victoriae Heinrich, 1965